# Viola martii
Viola martii är en violväxtart som beskrevs av Johann Baptist Wiesbaur. Viola martii ingår i släktet violer, och familjen violväxter. Inga underarter finns listade i Catalogue of Life.